# Hinzuanius milloti
Hinzuanius milloti – gatunek kosarza z podrzędu Laniatores i rodziny Biantidae.

## Występowanie
Gatunek jest endemiczny dla Madagaskaru.